# Zamach na Bali (2005)
Zamach na Bali (2005) – wybuchy bombowe, które miały miejsce 1 października 2005 roku na jednej z indonezyjskich wysp – Bali. W wyniku eksplozji śmierć poniosło co najmniej 26 osób, a 102 zostało rannych. Ambasador RP w Indonezji, Tomasz Łukaszuk poinformował, że wśród ofiar nie ma Polaków. Trzy bomby, które wstrząsnęły wyspą, wybuchły na Placu Kuta i plaży Jimbaran, gdzie zazwyczaj znajduje się wielu turystów. Prezydent Indonezji Susilo Bambang Yudhoyono skomentował to wydarzenie jako akt kryminalny. Eksplozje miały miejsce na jedenaście dni przed trzecią rocznicą krwawych eksplozji na Bali z 2002 roku.
Indonezyjska państwowa agencja prasowa ANTARA poinformowała, że do pierwszych dwóch eksplozji doszło około 18:50 czasu lokalnego blisko kurortu Jimbaran, do trzeciego wybuchu doszło około 19:00 na Placu Kuta.
Szef indonezyjskich antyterrorystów, Ansyaada Mbai, stwierdził, że eksplozji na Bali dokonali zamachowcy-samobójcy z organizacji terrorystycznej Dżama’a Islamijja, która uważana jest za oddział regionalny Al-Kaidy. Przywódcy Dżama’a Islamijja zaprzeczyli, jakoby mieliby coś wspólnego z zamachami.

## Narodowości ofiar zamachu
| Kraj        | Liczba ofiar |
| ----------- | ------------ |
| Indonezja   | 15           |
| Australia   | 4            |
| Japonia     | 1            |
| Brak danych | 6            |
| Razem       | 26           |